# Юдзуки, Асако
Асако Юдзуки (яп. 柚木麻子 Юдзуки Асако, род. в 1981 году, Япония) — японская писательница. Лауреат премии All Yomimono Prize for New Writers и Премии Сюгоро Ямамото, неоднократно номинировалась на Премию Наоки, несколько её романов были адаптированы для телевидения, радио и кино.

## Биография
Юдзуки родилась в Токио в 1981 году. Во время учёбы в школе читала книги зарубежных авторов, в том числе серию «Рамона» Беверли Клири, «Энн из Зелёных мезонинов» и романы Джуди Блюм. В младших классах школы Юдзуки тяжело заболела, и во время выздоровления она прочитала роман «Кухня» Банана Ёсимото, которая убедила её в необходимости читать больше японской литературы. Поступив в Университет Риккё, она изучала французскую литературу. После написания дипломной работы об Оноре де Бальзаке и окончания Колледжа Юдзуки работала на кондитерском заводе, но уволилась, чтобы сосредоточиться на писательской деятельности.
В 2008 году Юдзуки получила 88-ю премию All Yomimono Prize for New Writers за рассказ «Forget Me, Not Blue», рассказывающий об издевательствах в протестантской школе для девочек в Токио. Рассказ был впервые опубликован в литературном журнале All Yomimono, а затем вместе с тремя другими связанными между собой рассказами был собран в 2010 г. в сборник Shūten no ano ko, который стал первой опубликованной книгой Юдзуки. В 2011 году её роман Nageki no bijo о женщине, разочарованной преобладанием привлекательных людей в Интернете и пытающейся совершить акт вандализма на сайте красоты, был опубликован издательством Asahi Shimbun и впоследствии адаптирован в комедийный телесериал с Акико Яда в главной роли.
В 2013 году Юдзуки опубликовала несколько книг, в том числе Ōhi no kikan, Ranchi no Akko-chan и Itō-kun A to E. Роман «Ōhi no kikan» о девушке, которая в средней школе попадает в группировку менее популярных манга- и идол-отаку, был опубликован издательством Jitsugyō no Nihonsha. Позже он был адаптирован в радиодраму NHK 2018 года. Ranchi no Akko-chan — четыре связанных между собой коротких рассказа о всё более личных отношениях между молодой офисной работницей и её старшей начальницей, была опубликована издательством Futabasha. Впоследствии книга была адаптирована в одноимённую телевизионную драму 2015 года с Мисако Ренбуцу и Нахо Тода в главных ролях.
В 2013 году в издательстве Gentosha был опубликован цикл рассказов Itō-kun A to E, состоящий из связанных между собой рассказов о разных женщинах, каждая из которых заинтересована в одном и том же мужчине. Роман был номинирован на 150-ю Премию Наоки, что стало первой номинацией для Юдзуки на эту премию. Она не стала лауреатом, уступив победу Макатэ Асаи и Каоруко Химэно. В 2017 году книга была адаптирована в романтический комедийный телесериал с Фумино Кимурой в главной роли. В кинотеатрах также вышла киноверсия.
Впоследствии Юдзуки ещё несколько раз номинировалась на Премию Наоки. В 2014 году в издательстве Синтёся был опубликован роман Honya-san no Daiana, рассказывающий о многолетней дружбе двух девочек из разных слоёв общества, который был номинирован на 151-ю Премию Наоки. Она не стала победителем, уступив победу Хироюки Куракаве. В 2015 году в издательстве Bungeishunjū был опубликован роман Юдзуки «Nairu pāchi no joshikai», повествующий о двух женщинах, чьи жизни пересекаются, когда одна шантажирует другую. Роман получил 28-ю Премию Сюгоро Ямамото, и был номинирован на 153-ю премию Наоки, но награда досталась комику Наоки Матаёси.
В 2017 году Юдзуки в четвёртый раз была номинирована на премию Наоки. Роман BUTTER («Масло»), повествующий о журналистке, которая расследует дело женщины, обвиняемой в том, что она соблазняет мужчин своей стряпней, а затем убивает их, был частично основан на реальной серии подозрительных смертей мужчин среднего возраста, которые привели к обвинению в убийстве и смертному приговору Канаэ Кидзима. Юдзуки не стала лауреатом 157-й премии Наоки, уступив победу Сёго Сато.
В 2018 году роман Юдзуки Dēto kurenjingu был опубликован издательством Shōdensha. В следующем году она в пятый раз была номинирована на премию Наоки за книгу Majikaru Guranma.